# Viridichirana
Viridichirana este un gen de molii din familia Lymantriinae.